# Johnny Boy
Johnny Boy är det tredje studioalbumet av Björn Afzelius, släppt 1978. Det var hans första album med det nyligen bildade Björn Afzelius Band.  Tekniker var Johannes Leyman.
Albumets låtar är längre än de som var med på hans första två, då alla sex låtar förutom en är minst sex minuter långa.

## Låtlista
Text och musik av Björn Afzelius.
Sida ett
1. "Johnny Boy" - 7:41
2. "I labyrinterna" - 3:18
3. "Atlantis" - 12:04

Sida två
1. "Ångest" - 6:47
2. "Feberdansen" - 6:10
3. "Gråt och le mitt, lilla lamm (till Rita)" - 7:15

## Musiker
- Björn Afzelius - sång, kompgitarr
- Jan-Erik Fjellström - gitarr
- Bengt Holmqvist - gitarr
- Håkan Nyberg - trummor
- Jimmy Olsson - bas
- Peter Zadig - piano
- Anki Rahlskog - sång
- Bernt Andersson - orgel, dragspel, munspel
- Maria Grahn - sång

## Listplaceringar
| Lista (1978) | Topplacering |
| ------------ | ------------ |
| Sverige      | 26           |

### Fotnoter
1. ↑  ”Johnny Boy”. Discogs.com. http://www.discogs.com/Bj%C3%B6rn-Afzelius-Band-Johnny-Boy/master/399994. Läst 13 januari 2013.
2. ↑  Placeringar på den svenska albumlistan